# Оган, Исмаил
Исмаил Оган (тур. İsmail Ogan; 5 марта 1933, Анталья — 26 апреля 2022, Анталья) — турецкий борец вольного стиля, призёр чемпионатов мира, олимпийский чемпион.

## Биография
Родился в 1933 году в деревне Маджун района Эльмалы ила Анталья. В детстве занимался турецкой народной борьбой, с 1950 года переключился на международные виды борьбы.
В 1957 году Исмаил Оган завоевал серебряную медаль чемпионата мира. В 1959 году он стал бронзовым призёром чемпионата мира, а в 1960 — серебряным призёром Олимпийских игр. В 1961 и 1962 годах на чемпионатах мира он выступил неудачно, но зато в 1963 вновь завоевал бронзовую медаль чемпионата мира. В 1964 году он стал победителем чемпионата Балкан и Олимпийских игр, а в 1965 году вновь завоевал бронзовую медаль чемпионата мира.